# Jacob Hergenhahn
Jacob Hergenhahn (* 12. November 1881 in Friesenheim; † 20. Mai 1966 in San Gabriel, Vereinigte Staaten) war ein deutsch-US-amerikanischer Kunstturner.

## Leben
Jacob Hergenhahn, der als deutscher Staatsbürger in den Vereinigten Staaten lebte, nahm an den Olympischen Sommerspielen 1904 in St. Louis teil.
1924 nahm er die US-Staatsbürgerschaft an und leitete später die American Platers Supply Company in Chicago.